# Know-It-All Tour
Know-It-All Tour es la primera gira musical de la cantante canadiense Alessia Cara. Inició el 15 de enero de 2016 en Montreal y finalizó el 2 de noviembre de ese mismo año en Toronto. La gira fue dividida en dos partes. La primera corresponde a ese tiempo antes de que la cantante se embarcara en el A Head Full Of Dreams Tour de la banda británica Coldplay en donde ella fue el acto de apertura en algunos shows en Europa; y la segunda corresponde a cuando ella finalizó ese cargo.

## Set-list
Esta lista de canciones corresponde al concierto del 15 de enero en Montreal.
1. I'm Yours
2. Wild Things
3. Four Pink Walls
4. Overdose
5. Stars
6. Outlaws
7. Seventeen
8. Stone
9. River of Tears
10. Scars to Your Beautiful
11. Here

Encore:
1. Sweater Weather (The Neighbourhood cover)
2. My Song

Fuente: setlist.fm

## Fechas de la Gira
| Fecha                    | Ciudad         | País           | Recinto                                 | Acto de apertura    |
| Primera Parte            | Primera Parte  | Primera Parte  | Primera Parte                           | Primera Parte       |
| Norteamérica             | Norteamérica   | Norteamérica   | Norteamérica                            | Norteamérica        |
| ------------------------ | -------------- | -------------- | --------------------------------------- | ------------------- |
| 15 de enero de 2016      | Montreal       | Canadá         | Corona Theatre                          | N/A                 |
| 16 de enero de 2016      | Toronto        | Canadá         | Danforth Music Hall                     | N/A                 |
| 17 de enero de 2016      | Toronto        | Canadá         | Danforth Music Hall                     | N/A                 |
| 22 de enero de 2016      | Boston         | Estados Unidos | Brighton Music Hall                     | EAF                 |
| 23 de enero de 2016      | Filadelfia     | Estados Unidos | The Theatre of Living Arts              | EAF                 |
| 24 de enero de 2016      | Washington     | Estados Unidos | 9:30 Club                               | EAF                 |
| 25 de enero de 2016      | Filadelfia     | Estados Unidos | The Theatre of Living Arts              | EAF                 |
| 26 de enero de 2016      | Nueva York     | Estados Unidos | Webster Hall                            | EAF                 |
| 28 de enero de 2016      | Cleveland      | Estados Unidos | Rock and Roll Hall of Fame              | EAF                 |
| 29 de enero de 2016      | Chicago        | Estados Unidos | Metro Theatre                           | EAF                 |
| 30 de enero de 2016      | Detroit        | Estados Unidos | Saint Andrew's Hall                     | EAF                 |
| 1 de febrero de 2016     | Atlanta        | Estados Unidos | Terminal West                           | EAF                 |
| 2 de febrero de 2016     | Nashville      | Estados Unidos | Cannery Ballroom                        | EAF                 |
| 4 de febrero de 2016     | Dallas         | Estados Unidos | Granada Theatre                         | EAF                 |
| 5 de febrero de 2016     | Houston        | Estados Unidos | Warehouse Live                          | EAF                 |
| 6 de febrero de 2016     | Austin         | Estados Unidos | Emo's                                   | EAF                 |
| 9 de febrero de 2016     | Phoneix        | Estados Unidos | Crescent Ballroom                       | EAF                 |
| 11 de febrero de 2016    | San Francisco  | Estados Unidos | The Fillmore                            | EAF                 |
| 12 de febrero de 2016    | Los Ángeles    | Estados Unidos | El Rey Theatre                          | EAF                 |
| 20 de febrero de 2016    | Washington     | Estados Unidos | Lincoln Theatre                         | N/A                 |
| Europa                   |                |                |                                         |                     |
| 5 de marzo de 2016       | Vendespace     | Francia        | NRJ Music Tour                          | N/A                 |
| 15 de marzo de 2016      | Bruselas       | Bélgica        | Studio Brussel                          | N/A                 |
| 21 de marzo de 2016      | Ámsterdam      | Países Bajos   | Melkweg                                 | N/A                 |
| 23 de marzo de 2016      | Londres        | Reino Unido    | Electric Brixton                        | N/A                 |
| 24 de marzo de 2016      | Mánchester     | Reino Unido    | Sound Control                           | N/A                 |
| 25 de marzo de 2016      | Birmingham     | Reino Unido    | O2 Institute                            | N/A                 |
| Norteamérica             |                |                |                                         |                     |
| 29 de marzo de 2016      | Vancouver      | Canadá         | Vogue Theatre                           | N/A                 |
| 31 de marzo de 2016      | Calgary        | Canadá         | MacEwan Ballroom                        | N/A                 |
| 1 de abril de 2016       | Edmonton       | Canadá         | Union Hall                              | N/A                 |
| 3 de abril de 2016       | Calgary        | Canadá         | Scotiabank Saddledome                   | N/A                 |
| 14 de abril de 2016      | Chicago        | Estados Unidos | Vic Theatre                             | N/A                 |
| 17 de abril de 2016      | Indio          | Estados Unidos | Coachella Festival                      | Festival            |
| 24 de abril de 2016      | Indio          | Estados Unidos | Coachella Festival                      | Festival            |
| Europa                   |                |                |                                         |                     |
| 5 de mayo de 2016        | Londres        | Reino Unido    | Chatty Man                              | Festival            |
| Norteamérica             |                |                |                                         |                     |
| 13 de mayo de 2016       | Chula Vista    | Estados Unidos | Sleep Train Amphitheatre                | Festival            |
| 14 de mayo de 2016       | Carson         | Estados Unidos | StubHub Center                          | Festival            |
| 15 de mayo de 2016       | Las Vegas      | Estados Unidos | The Cosmopolian of Vegas Boulevard Pool | Festival            |
| 20 de mayo de 2016       | Gulf Shores    | Estados Unidos | The Hangout                             | Festival            |
| 11 de junio de 2016      | Wantagh        | Estados Unidos | Nikon at Jones Beach Theatre            | Festival            |
| Europa                   |                |                |                                         |                     |
| 25 de junio de 2016      | Pilton         | Reino Unido    | Worthy Farm                             | Festival            |
| 2 de julio de 2016       | Werchter       | Bélgica        | Wetchterpark                            | Festival            |
| 8 de julio de 2016       | Perthshire     | Escocia        | Strathallan Castle                      | Festival            |
| Norteamérica             |                |                |                                         |                     |
| 11 de julio de 2016      | Quebec City    | Canadá         | Les Plaines s'Abraham                   | Festival            |
| 13 de julio de 2016      | Ottawa         | Canadá         | Le Breton Festival Park                 | Festival            |
| 15 de julio de 2016      | Brooklyn       | Estados Unidos | Villian                                 | Festival            |
| 29 de julio de 2016      | Chicago        | Estados Unidos | Grant Park                              | Festival            |
| 16 de septiembre de 2016 | Baden-Baden    | Alemania       | Theatre Baden-Baden                     | Festival            |
| 24 de septiembre de 2016 | Las Vegas      | Estados Unidos | MGM Resort Village                      | Festival            |
| Segunda Parte            |                |                |                                         |                     |
| Norteamérica             |                |                |                                         |                     |
| 29 de septiembre de 2016 | Silver Spring  | Estados Unidos | The Fillmore                            | Ruth B Nathan Sykes |
| 30 de septiembre de 2016 | Filadelfia     | Estados Unidos | The Fillmore                            | Ruth B Nathan Sykes |
| 1 de octubre de 2016     | Boston         | Estados Unidos | The Orpheum Theatre                     | Ruth B Nathan Sykes |
| 4 de octubre de 2016     | Nueva York     | Estados Unidos | Radio City Music Hall                   | Ruth B Nathan Sykes |
| 6 de octubre de 2016     | Detroit        | Estados Unidos | The Fillmore                            | Ruth B Nathan Sykes |
| 7 de octubre de 2016     | Chicago        | Estados Unidos | Chicago Theatre                         | Ruth B Nathan Sykes |
| 8 de octubre de 2016     | Minneapolis    | Estados Unidos | Orpheum Theatre                         | Ruth B Nathan Sykes |
| 10 de octubre de 2016    | Denver         | Estados Unidos | Paramount Theatre                       | Ruth B Nathan Sykes |
| 11 de octubre de 2016    | Salt Lake City | Estados Unidos | The Depot                               | Ruth B Nathan Sykes |
| 13 de octubre de 2016    | Los Ángeles    | Estados Unidos | Wiltern Theatre                         | Ruth B Nathan Sykes |
| 15 de octubre de 2016    | Las Vegas      | Estados Unidos | The Foundry                             | Ruth B Nathan Sykes |
| 17 de octubre de 2016    | San Francisco  | Estados Unidos | Nob Hill Masonic Auditorium             | Ruth B Nathan Sykes |
| 18 de octubre de 2016    | San Diego      | Estados Unidos | Coley Symphony Hall                     | Ruth B Nathan Sykes |
| 19 de octubre de 2016    | Phoneix        | Estados Unidos | Comerica Theatre                        | Ruth B Nathan Sykes |
| 21 de octubre de 2016    | Grand Prairie  | Estados Unidos | Verizon Theatre                         | Ruth B Nathan Sykes |
| 22 de octubre en 2016    | Houston        | Estados Unidos | White Oak Music Hall                    | Ruth B Nathan Sykes |
| 24 de octubre de 2016    | Nashville      | Estados Unidos | Ryman Auditorium                        | Ruth B Nathan Sykes |
| 25 de octubre de 2016    | Atlanta        | Estados Unidos | The Tabernacle                          | Ruth B Nathan Sykes |
| 27 de octubre de 2016    | Clearwater     | Estados Unidos | Ruth Eckerd Hall                        | Ruth B Nathan Sykes |
| 28 de octubre de 2016    | Miami Beach    | Estados Unidos | The Fillmore                            | Ruth B Nathan Sykes |
| 29 de octubre de 2016    | Orlando        | Estados Unidos | Hard Rock Live                          | Ruth B Nathan Sykes |
| 1 de noviembre de 2016   | Montreal       | Canadá         | Metropolis                              | Ruth B Nathan Sykes |
| 2 de noviembre de 2016   | Toronto        | Canadá         | Massey Hall                             | Ruth B Nathan Sykes |